# Església parroquial de la Mare de Déu de l'Assumpció (Montesa)
L'església parroquial de la Mare de Déu de l’Assumpció  és un temple catòlic situat a la plaça de la Vila, al municipi de Montesa, a la comarca de La Costera. Està catalogada com Bé de Rellevància Local amb nombre identificatiu: 46.23.174-001, segons consta en la Direcció General de Patrimoni Artístic de la Generalitat Valenciana

## Història
La construcció de l'edifici fou decidida el 23 de maig de 1686, com a conseqüència del lamentable estat en el qual es trobava l’anterior temple. De l'antic temple es conservà la torre campanar, edificada a finals del segle xvi o principis del xvii, essent per aquesta raó la part més antiga de l'edifici. Els plànols foren encarregats a Joan Aparicio, qui en aquell moment era mestre d’obres de la col·legiata de Xàtiva. La primera pedra es col·locà el 19 de febrer de 1693 i les obres finalitzaren al voltant de 1702.
El finançament de la construcció es dugué a terme mitjançant imposts en espècie (un trentè de la producció de garrofer i olives, així com una proporció un poc menor de la de forment), donacions compromeses davant notari per alguns veïns, almoines que s'arreplegaven setmanalment entre els veïns i als forns de pa de la població, així com l’aportació de treball per part del veïnat.
La pedra de la façana es dugué d’una pedrera junt al camí d'Énguera i les teules procedien de L’Orxa, una població també pertanyent a l'Orde de Montesa. El cost d’edificació es calculà d’unes 2500 lliures, front a les 1500 que hauria costat la rehabilitació del temple antic. La construcció hauria d’haver durat cinc anys però s'allargà a nou.
El procés de construcció es dugué a terme de forma que la meitat de l'antiga església fou derruïda en un primer moment i sobre ella s'elevà la nova planta. La pedra dels arcs del vell temple, així com el seu paviment es reaprofitaren. En octubre de 1696 ja s'havia construït la primera meitat. En 1699 l’obra quedava paralitzada sense la cobertura del temple que no es pogué ficar per manca de diners i l'existència d’un gran deute. Finalment es va aconseguir el finançament per finalitzar l'edifici amb un préstec dels veïns de Montesa.

## Descripció
El temple és un edifici exempt, d’una sola nau, amb capelles laterals entre els contraforts, comunicats entre si per arcs de mig punt.

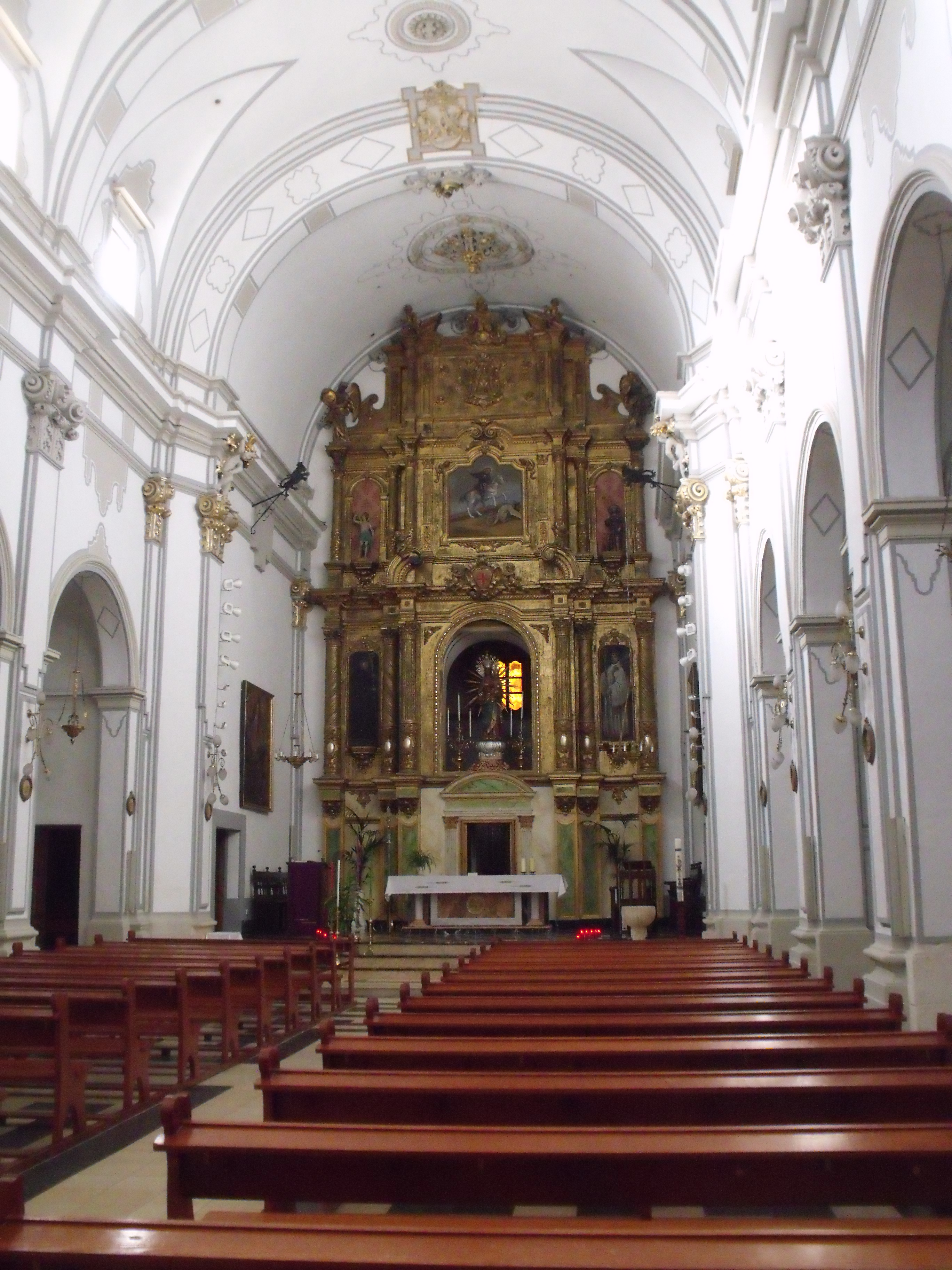
Nau única de l'església.
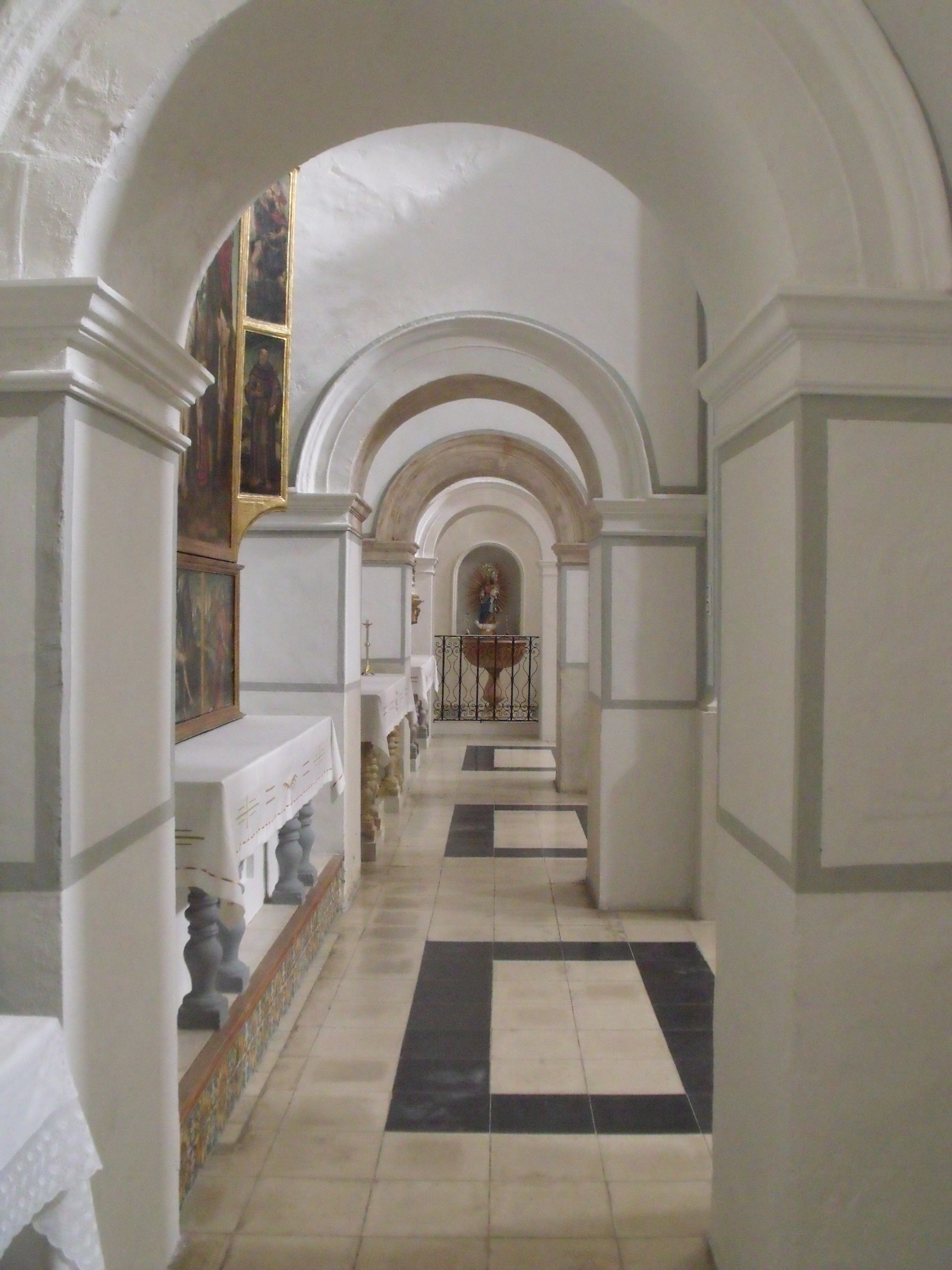
Naus laterals de la dreta.
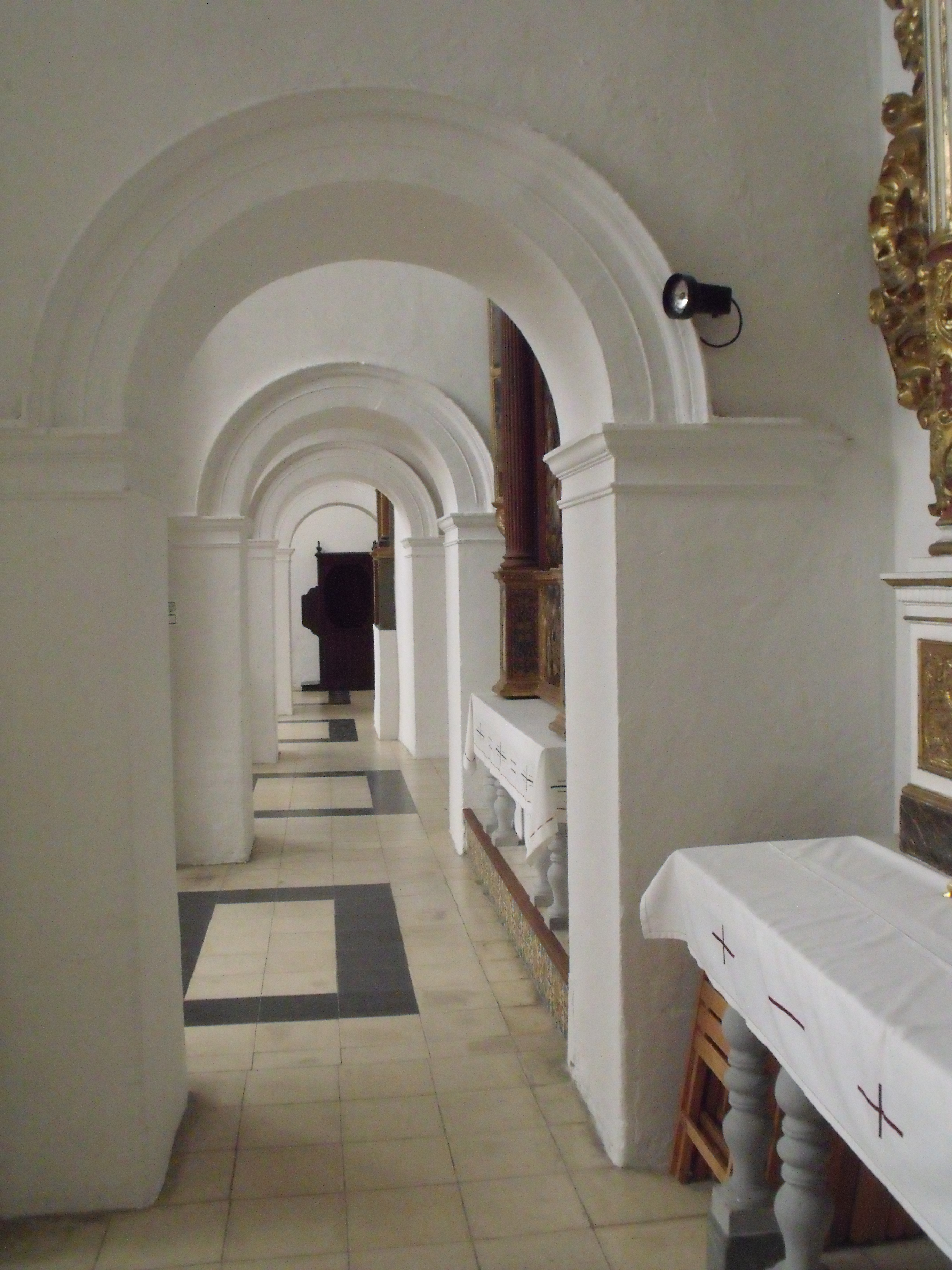
Naus laterals de l'esquerra.
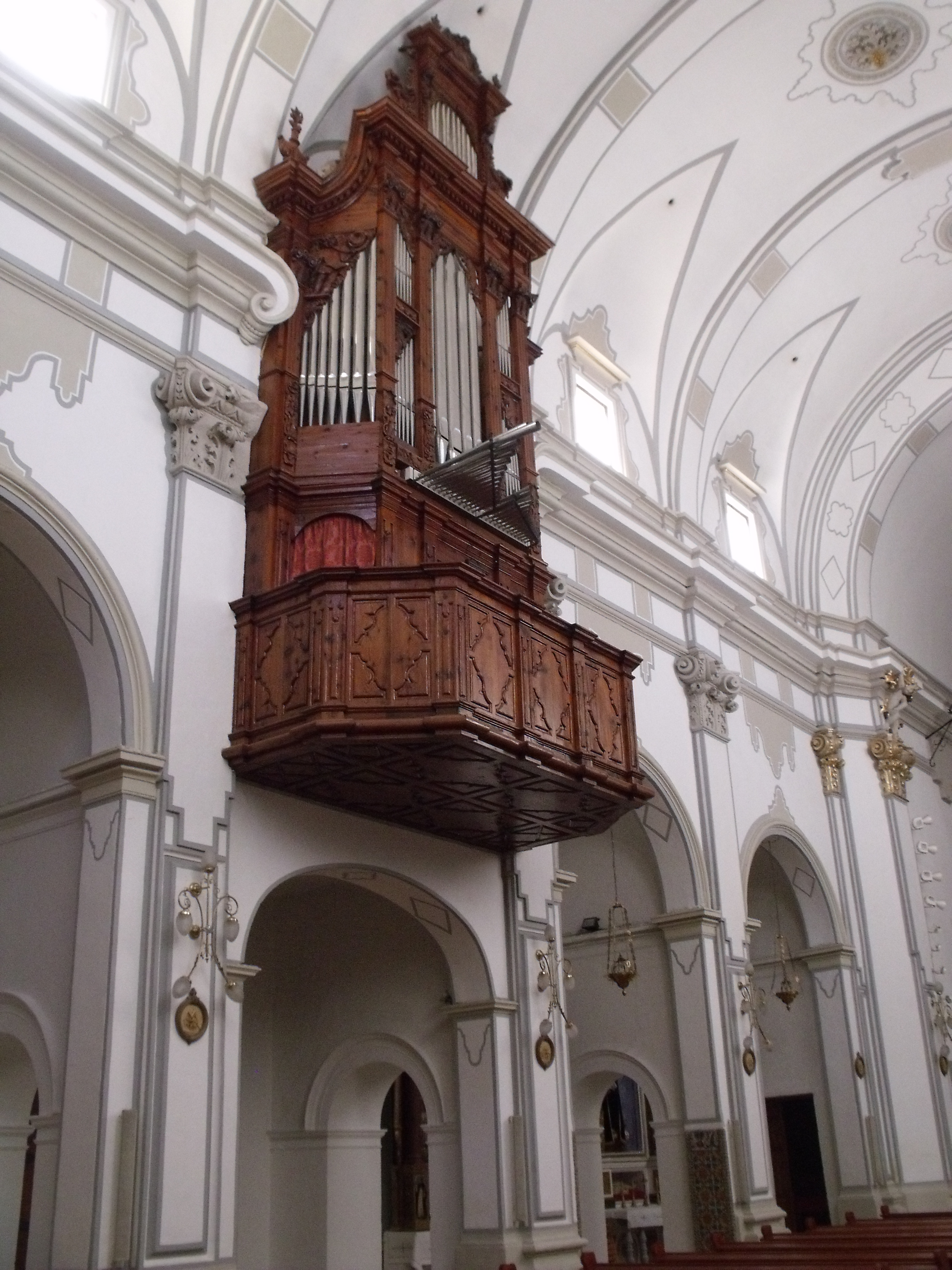
Detall de l’orgue.

La decoració interior era originalment d'estil barroc, basat en àngels, fulles d'ala d'àngel i nombrosos i diversos elements de talla, segon l'ornamentació habitual a les esglésies valencianes de l'últim terç del segle xvii. Aquesta ornamentació sols es manté a la capella del transagrari, ja que la resta de l'edifici fou redecorat en 1857 en estil neoclàssic.

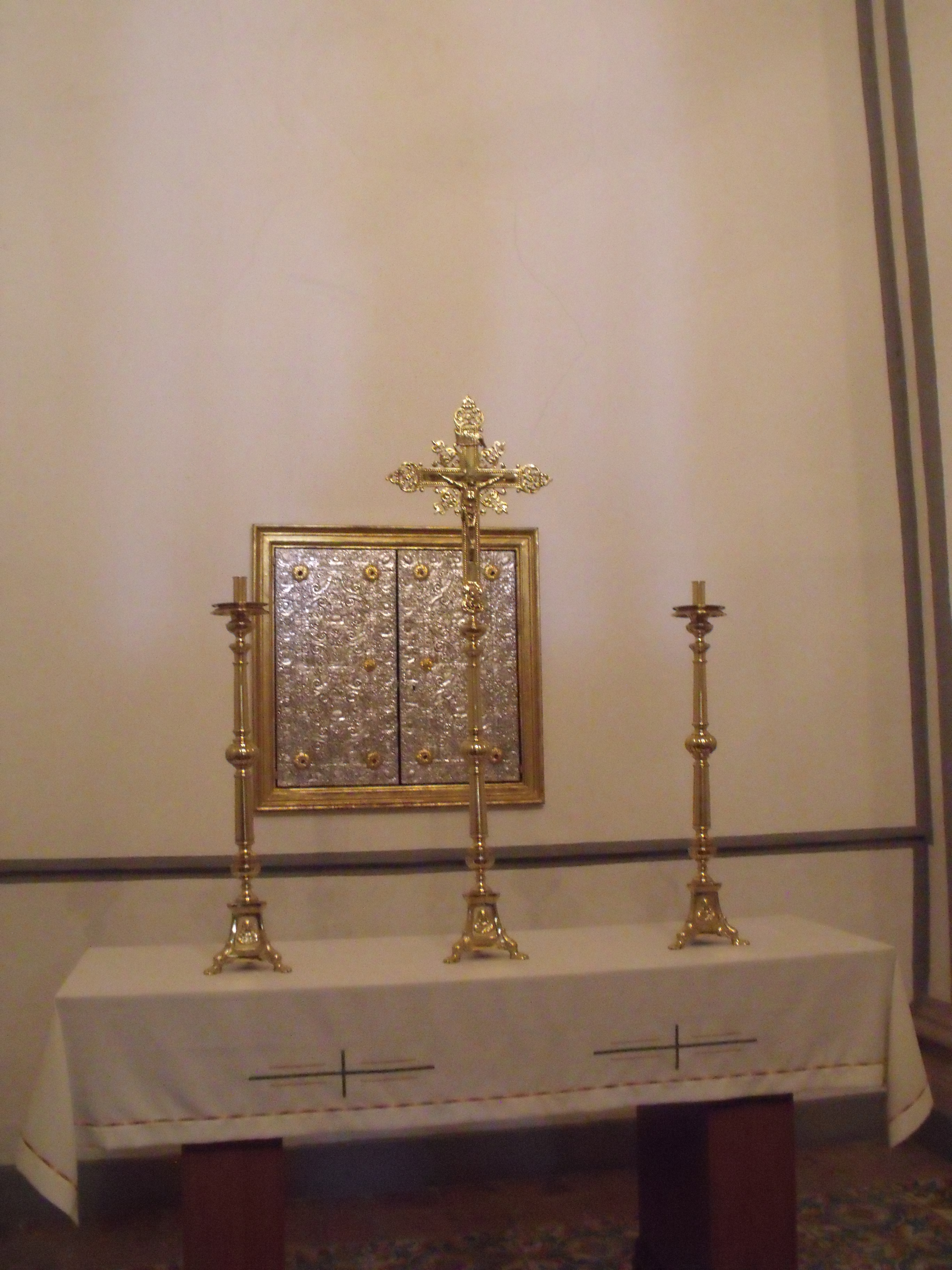
Sagrari del transagrari
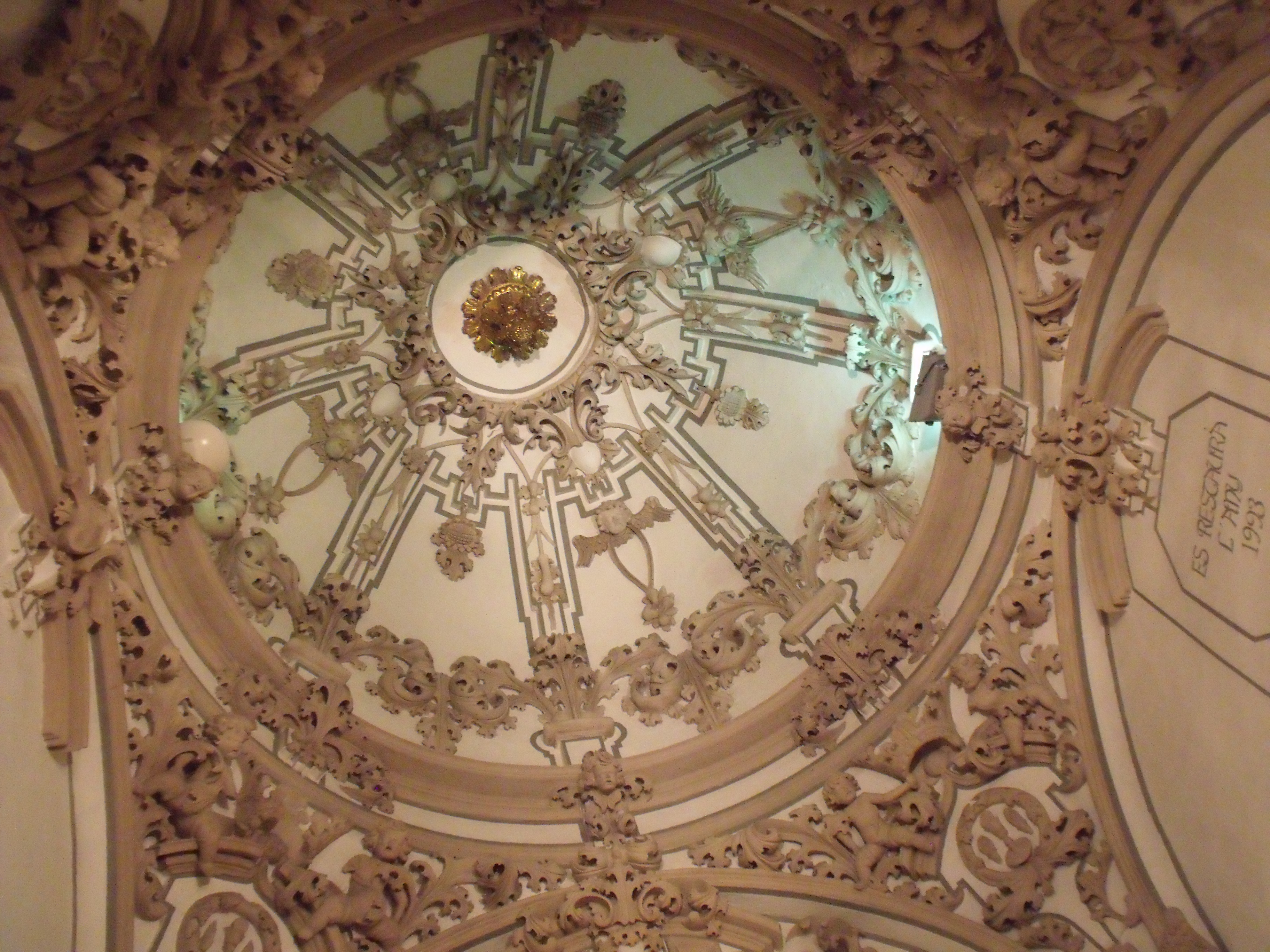
detall cúpula transagrari
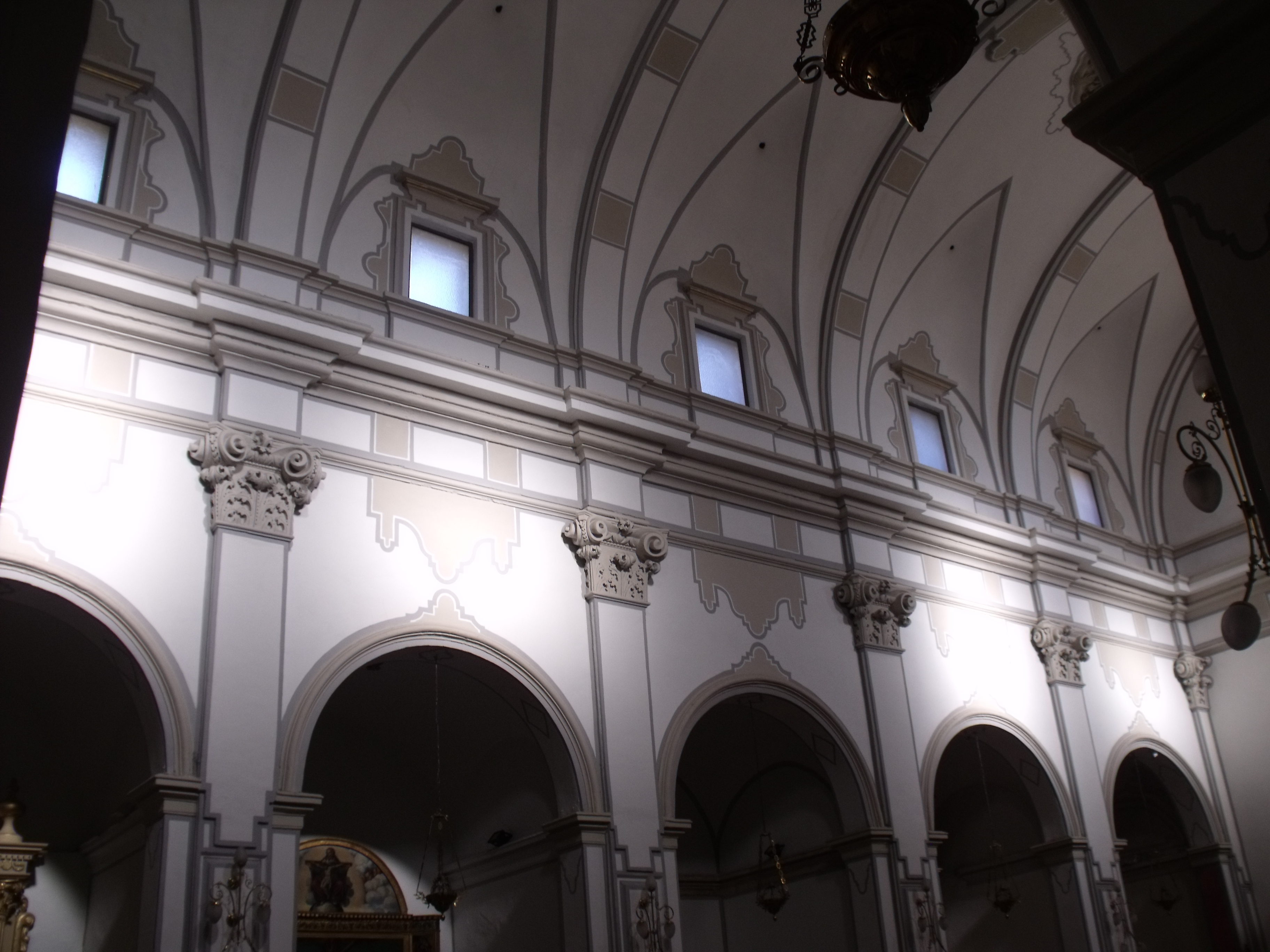
detall il·luminació per llunetes.
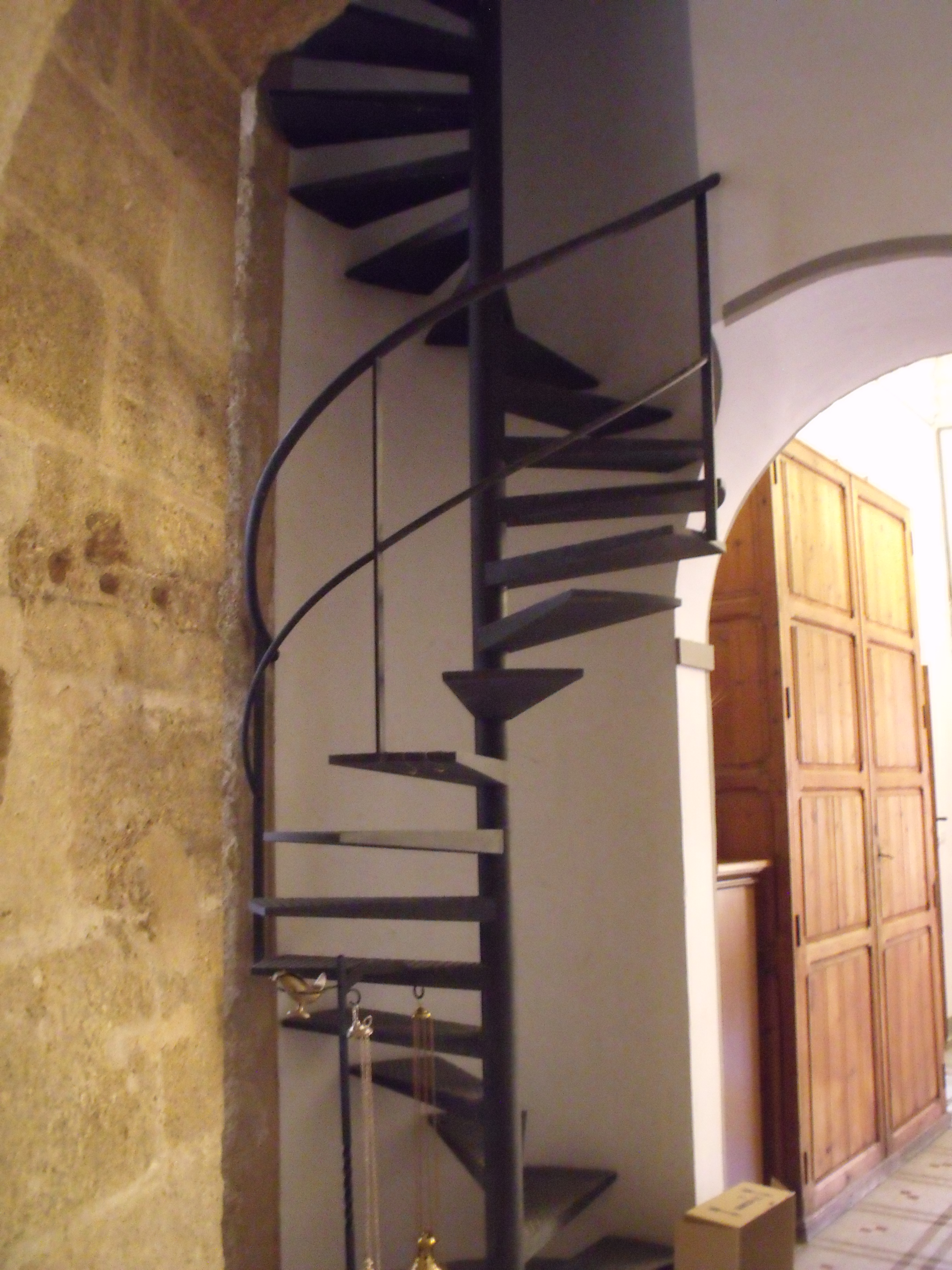
escala interior pujada a la torre campanar.

El campanar està construït íntegrament de carreus.